# Force aérienne yéménite
L’armée de l’air yéménite (arabe: القوات الجوية اليمنية, romanisé: al-Quwwat al-Jawwiya al-Yamaniya) est la branche aériennes des forces armées yéménites. Le nombre d’avions ne peut pas être confirmé, mais la l’entretien de ces avions est faible. Les avions ont été acquis grâce à des dons d’autres pays soutenant l’Union soviétique ou les États-Unis pendant la Guerre froide. Cependant, la majeure partie de l’armée de l’air a été détruite par des frappes aériennes menées par la « Coalition arabe » composée principalement de l’Arabie saoudite et des Émirats arabes unis : intervention militaire de 2015 au Yémen.

## Création
L’armée de l’air yéménite a été créée en conjonction avec l’Unification du Yémen en 1990. Beaucoup d’avions utilisés par le Yémen viennent du Yémen du Sud et seulement un faible pourcentage du Yémen du Nord en raison du fait que le Yémen du Sud était un allié de l’Union soviétique pendant la guerre froide et que les Soviétiques leur fournissaient du matériel militaire. Après la dissolution de l'URSS, le Yémen du Sud a cessé de recevoir des avions militaires de fabrication soviétique. Le Yémen a utilisé des chasseurs et des bombardiers, principalement pendant la guerre civile yéménite de 1994, pour bombarder la ville d’Aden.
Le premier MiG-29SMT a été livré en octobre 2004. Deux MiG-29UB ont peut-être également été modifiés en norme SMT en tant que MiG-29UBT. Un deuxième lot de 6 MiG-29SMT et 2 MiG-29UBT a été commandé en 2003 et livré en 2004-05. Les MiG-29 sont armés de missiles air-air R-27 (AA-10 Alamo), R-73 (AA-11 Archer) et R-77 (AA-12 Adder), ainsi que de missiles air-sol Kh-29 (AS-14 Kedge). Au cours du premier trimestre de 2007, 34 autres MiG-29SMT ont été commandés à la Russie. Ils ont été chargés de la défense aérienne aux côtés des Northrop F-5B/E/F, des MIG-21Bis et des Sukhoi Su-20/22. L’Ukraine a livré 21 MiG-21bis et 12 Su-22 d’occasion au cours de la période 2005-07,.  Le Yémen prévoyait d’acheter d’autres MiG-29 à la Russie.

## Engagement

### Guerre à Sadah[6]
L’armée de l’air yéménite a été largement utilisée contre l’insurrection houthie au Yémen. L’armée de l’air yéménite s’est avérée efficace pour détruire les positions et les bâtiments ennemis. La plupart des pertes ennemies ont été attribuées à des raids aériens. Un certain nombre d’accidents se sont produits, dont un dans lequel un avion de chasse a accidentellement tiré un missile et tué plus de 80 civils. Au cours de l’opération Scorched Earth les 2 et 5 octobre et 8 novembre 2009, trois avions de combat signalés comme un MiG-21 et deux Su-22 se sont écrasés respectivement lors de missions militaires. Le gouvernement a affirmé que les accidents étaient dus à des dysfonctionnements techniques, tandis que les rebelles ont affirmé les avoir abattus avec des MANPADS. En 2006, des F-5E, des MiG-21 et des Su-22 ont bombardé à plusieurs reprises des positions houthies dans tout Saada.

### Guerre contre le terrorisme
Dans le cadre de l'Insurrection djihadiste au Yémen, l’armée de l’air yéménite a lancé des raids aériens sur des bases terroristes dans tout le Yémen pour tuer d’importants dirigeants terroristes. Les raids ont été confrontés à des tirs antiaériens. Après qu’Ali Abdallah Saleh a déclaré son soutien à George W. Bush dans la guerre contre le terrorisme, l’Amérique a fourni une aide militaire au Yémen. Cela incluait l’armée de l’air yéménite. Les États-Unis ont aidé le YAF par le biais de formations, de fonds et de munitions. Ils leur ont également fourni des avions et des hélicoptères, dont 2 avions de transport léger Cessna 208, 2 avions cargo C-130 Hercules, 14 avions de combat F-5E, 1 avion cargo moyen CASA CN.235, 1 Beechcraft Super King Air, 3 hélicoptères Bell 206, 6 hélicoptères Agusta-Bell AB212, 3 hélicoptères Agusta-Bell AB214 et 4 hélicoptères Bell UH-1H Iroquois. L’armée de l’air yéménite a énormément bénéficié de l’aide américaine. Les États-Unis les ont formés à fournir un soutien aérien rapproché aux forces spéciales yéménites luttant contre Al-Qaïda.

### Soulèvement yéménite de 2011
L’armée de l’air yéménite a effectué des frappes aériennes contre les forces d’opposition au gouvernement Saleh lors de la révolution yéménite de 2011. Le 28 septembre 2011, un Su-22 a été abattu lors d’une mission de bombardement au nord de Sanaa par des soldats rebelles utilisant un MANPADS. Le pilote s’est éjecté et a été capturé.
Le 30 octobre, la base aérienne d’al-Dailami, qui partage les structures avec l’aéroport international de Sanaa, a été attaquée par les forces du soulèvement. Différentes sources officielles ont rapporté deux ou trois avions de combat détruits au sol, soit par des obus de mortier, soit par des charges explosives. Les avions étaient chargés de munitions et prêts au combat pour des frappes le lendemain. Parmi les avions détruits, au moins un MiG-29 a été signalé.

### Intervention menée par l’Arabie saoudite au Yémen (2015-présent)[11]
Le 19 mars 2015, un premier raid aérien contre le président yéménite internationalement reconnu Abdrabbo Mansour Hadi a indiqué qu’au moins certains éléments de l’armée de l’air yéménite avaient changé d’allégeance pour combattre aux côtés des rebelles houthis.
Le 25 mars 2015, deux avions de l’armée de l’air yéménite, probablement Su-22, ont décollé de la base aérienne de Sanaa Al-Dailami, qui était sous contrôle houthis, pour lancer une attaque contre la résidence du président yéménite dans le district d’al-Maasheeq à Aden, ce qui est la troisième fois en une semaine que des éléments de l’armée de l’air agissaient contre le gouvernement internationalement reconnu. Les Houthis ont envoyé deux Su-22 pour bombarder le complexe présidentiel à Aden avec un MiG-29 volant sur la couverture supérieure. Alors que les Soukhoï effectuaient leur premier bombardement, les loyalistes Hadi ont répondu par des tirs au sol féroces, mais n’ont abattu aucun avion. Au cours de cette attaque, quelques MIG-29 pro-Hadi se sont précipités de la base aérienne Al-Anad pour protéger le complexe présidentiel des avions de guerre contrôlés par les Houthis.
Au cours des premiers jours de l’intervention menée par l’Arabie saoudite au Yémen, les force aérienne royale saoudienne ont mené des attaques aériennes contre la base aérienne yéménite Al-Dulaimi à côté de l’aéroport international de Sa'dah, détruisant un avion de surveillance Beechcraft King Air 350ER, un avion de transport CN-235 et deux hélicoptères Agusta-Bell AB214.
L’armée de l’air yéménite n’a pas complètement rejoint les rebelles Houthis, car la plupart des membres du personnel ont refusé de prendre les ordres de leur ancien ennemi. De plus, l’entretien des cellules a été en grande partie interrompu depuis l’éviction du régime de Saleh en 2012 et donc, au début de 2015, la situation de l’armée de l'air semblait chaotique avec la plupart du personnel ont fait défections et les cellules d’air manquant d’entretien, empêchant effectivement l’armée de l’air yéménite d’entrer dans le combat, restant cloués au sol pendant l’intervention dirigée par l’Arabie saoudite.
Les jours suivants, les frappes de la coalition ont commencé à cibler plus sévèrement les structures et les cellules.
Le 15 avril 2015, un débriefing saoudien a montré que la coalition arabe a détruit deux chasseur-bombardier Su-22 et un chasseur à réaction F-5 alors qu’ils étaient  sur le tarmac. Le F-5 semblait couvert par un filet, tandis que les Su-22 étaient garés à l’air libre. Une autre photo montrant les épaves de deux Su-22 et d’un F-5 est apparue le 30 avril 2015. Le 4 mai 2015, des preuves d’un Il-76TD yéménite à l'aéroport international El Rahaba de Sanaa englouti par les flammes ont émergé.
Le sort de 10 chasseurs yéménites MIG-29 est resté inconnu tandis que l’évaluation du nombre d’autres cellules détruites est difficile à établir. En 2017, l’armée de l’air yéménite, après des années de guerre et les bombardements de la coalition dirigée par l’Arabie saoudite, est inutilisable et non fonctionnelle. Après que les troupes gouvernementales ont repris la base aérienne d’Al Anad, l’armée de l’air yéménite a été reconstruite et entraînée par les Émirats arabes unis. Ils fournissent un soutien aérien rapproché. Les Houthis exploitent des drones prétendument livrés par l’Iran.

## Aéronefs en service
Appareils en service en 2023, :
| Aéronefs                     | Origine            | Type                                     | En service      | Versions              |                 |
| Avion de chasse              | Avion de chasse    | Avion de chasse                          | Avion de chasse | Avion de chasse       | Avion de chasse |
| ---------------------------- | ------------------ | ---------------------------------------- | --------------- | --------------------- | --------------- |
| Mikoyan-Gourevitch MiG-21    | Union soviétique   | Avion de chasse                          | 19              | MIG-21Bis MIG-21UM    |                 |
| Mikoyan-Gourevitch MiG-29    | Union soviétique   | Avion multirôle                          | 23              | MiG-29A/SMT MiG-29UB  |                 |
| Soukhoï Su-22                | Union soviétique   | Chasseur-bombardier                      | 23              | Su-22M3/M4 Su-22UM-3K |                 |
| Northrop F-5 Freedom Fighter | États-Unis         | Avion de chasse et d'attaque au sol      | 13              | F-5E F-5B             |                 |
| Avion de transport           |                    |                                          |                 |                       |                 |
| Antonov An-12                | Union soviétique   | Avion de transport                       | 2               | An-12BP               |                 |
| Antonov An-26                | Union soviétique   | Avion de transport                       | 8               |                       |                 |
| Iliouchine Il-76             | Russie             | Avion de transport lourd                 | 1               | Il-76TD               |                 |
| CASA CN-235                  | Espagne            | Avion de transport                       | 0(3)            | CN-235-300            |                 |
| Lockheed C-130 Hercules      | États-Unis         | Avion de transport tactique              | 2               | C-130H                |                 |
| Avion d'entraînement         |                    |                                          |                 |                       |                 |
| Aero L-39 Albatros           | Tchéquie           | Avion d'entraînement                     | 12              | L-39C                 |                 |
| Zlín Z 142                   | Tchécoslovaquie    | Avion d'entraînement                     | 12              | Z-242                 |                 |
| Hélicoptère                  |                    |                                          |                 |                       |                 |
| Mil Mi-17 Hip                | Union soviétique   | Hélicoptère de transport                 | 9               | Mi-8T Mi-171Sh        |                 |
| Mil Mi-24 Hind               | Union soviétique   | Hélicoptère de transport et de combat    | 14              | Mi-24 Mi-35           |                 |
| Mil Mi-14 Haze               | Union soviétique   | Hélicoptère de transport/anti-sous-marin | 2               |                       |                 |
| Kamov Ka-27 Helix            | Union soviétique   | Hélicoptère utilitaire                   | 2               | Ka-28                 |                 |
| Agusta-Bell AB212            | Italie/ États-Unis | Hélicoptère polyvalent                   | 2               |                       |                 |
| Bell UH-1 Iroquois           | États-Unis         | Hélicoptère de transport                 | 4               | UH-1H                 |                 |